# Потужники
Потужники — у XV—XVI століттях одна з категорій феодально залежної сільської бідноти на українських та білоруських землях у складі Великого князівства Литовського та Королівства Польського. За своїм становищем потужники були близькі до підсусідків і комірників. Позбавлені будь-якої власності, вони працювали наймитами в заможних селян. Лише незначній частині потужників вдавалося створити власне господарство і стати членами сільської громади.
Не маючи статків виконувати належні повинності, селяни-потужники об'єднувалися в групи (по кілька господарів), щоб відбувати різні роботи/роботизни (у фільварках чи замках), перевезення повозу (тобто почергово або спільно організовували вози й тяглових тварин) тощо. Найбідніші потужники не мали змоги обробляти власні землі чи навіть городи, а тому вимушені були наймитувати в шляхти та односельчан. У певних випадках потужники навіть втрачали власне житло і вимушені були поселятися при дворах заможних господарів. Після завершення сезону сільськогосподарських робіт потужник міг отримати від господаря повний розрахунок і перейти в інше господарство.